# Cordaitaceae
Cordaitaceae — вимерла родина хвойних. Його назвали на честь чеського ботаніка та міколога Августа Карла Йозефа Корди.
Хвойні цієї родини були поширені в карбоні та пермі.